# یعقوب‌ابدال (دمیراوزو)
یعقوب‌ابدال (به ترکی استانبولی: Yakupabdal) (به کردی: Yeqûbebdal) یک منطقهٔ مسکونی در ترکیه است که در دمیراوزو واقع شده‌است. یعقوب‌ابدال ۲۳۹ نفر جمعیت دارد.